# Berdeniella alpina
Berdeniella alpina és una espècie d'insecte dípter pertanyent a la família dels psicòdids que es troba a Europa: els Alps, incloent-hi Alemanya i Àustria.